# 何勉
何勉（1680年—1752年），字尚敏，號止庵。為中國清朝武官官員，本籍福建。1721年朱一貴事件爆發後，何勉以轄一百兵力的千總與朱軍隊抗。之後又於1723年抓拿朱一貴餘黨親信，為此，清朝政府特地予以超擢，將他連昇三級到台灣北路營參將，雍正四年（1726年）率軍前往珠潭（今日月潭），參與水沙連之役。
何勉於台灣整經建武多達七年，直到1729年又升任湖廣洞庭副將。1739年（乾隆4年）他再度奉旨調任前往台灣，接任章隆擔任台灣鎮總兵，1743年調離台灣後，又高昇他處總兵，越幾年累功晉升福建水師提督。任內數年後，以目疾為由乞休，不久即於1752年過世。
他的兒子何思和，亦曾任台灣鎮總兵。